# چامورلو (هوپا)
چامورلو (به لاتین: Çamurlu) یک منطقهٔ مسکونی در ترکیه است که در هوپا واقع شده‌است. چامورلو ۴۱۱ نفر جمعیت دارد.